# Neville Tjiueza
Neville Tjiueza (* 6. September 1993 in Windhoek) ist ein namibischer Fußballspieler. Er wird vorrangig als offensiver Mittelfeldspieler eingesetzt.

## Karriere

### Verein
Tjiueza begann seine Karriere bei Komesho FC, mit dem er 2011 den Metropolitan Cup gewann. Im August 2011 wechselte er von Tura Magic aus Namibia zum damaligen deutschen Bezirksligisten Schwarz-Weiß Düren. Hier blieb er nur ungefähr ein halbes Jahr, bis er nach einer Zeit der Vereinslosigkeit 2012 zurück zu Tura Magic wechselte. Danach ging es für ihn 2016 zu den African Stars.

### International
2012 gab Tjiueza sein Debüt für die Namibische Fußballnationalmannschaft. Bisher (Stand Juli 2022) stand er 12 Mal im Aufgebot und erzielte ein Tor.